# Archibald Rawlings
Archibald Rawlings (Leicester, 1º ottobre 1891 – 11 giugno 1952) è stato un calciatore inglese, di ruolo centrocampista.

## Carriera

### Nazionale
Ha giocato la sua unica partita con la maglia della Nazionale inglese nel 1921.